# Stenopogon stackelbergi
Stenopogon stackelbergi là một loài ruồi trong họ Asilidae. Stenopogon stackelbergi được Lehr miêu tả năm 1963. Loài này phân bố ở vùng Cổ Bắc giới.